# パトリック・ロスファス

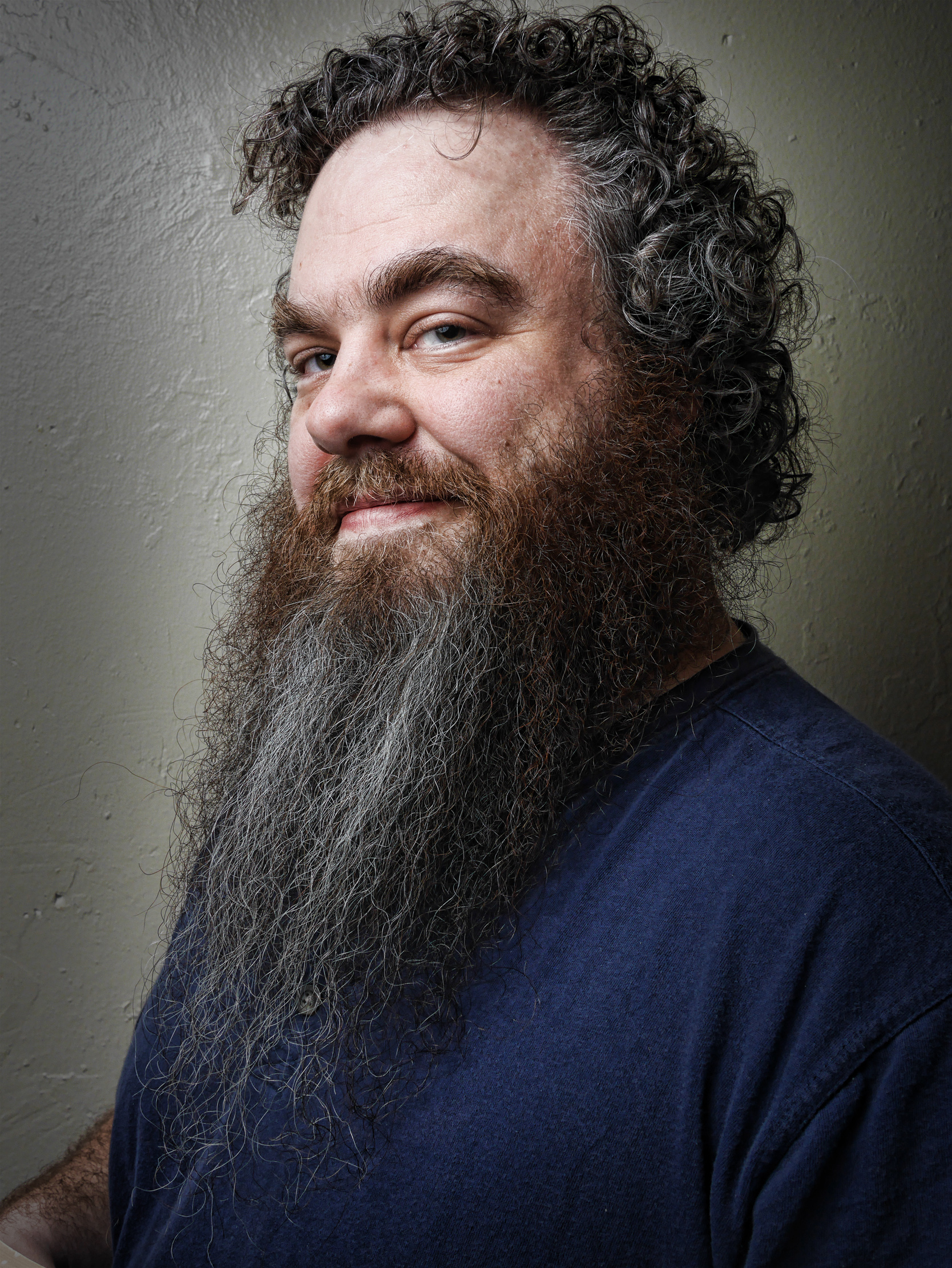
パトリック・ロスファス（2014年）

パトリック・ジェームズ・ロスファス（Patrick James Rothfuss、1973年 - ）は、アメリカのファンタジー作家・大学講師。キングキラー・クロニクル三部作で作家デビュー。シリーズ第一部『風の名前』は、ニューヨーク・タイムズ・ベストセラーとなった。

## 日本語訳作品
- 『風の名前 - キングキラー・クロニクル 第1部』全3巻（The Name of the Wind、山形浩生,渡辺佐智江,守岡桜共訳、白夜書房） 2008
- 『風の名前 - キングキラー・クロニクル 第1部』全5巻（The Name of the Wind、山形浩生,渡辺佐智江,守岡桜共訳、早川書房、ハヤカワ文庫FT） 2017
- 『賢者の怖れ - キングキラー・クロニクル 第2部』全7巻（The Wise Man's Fear、山形浩生,渡辺佐智江,守岡桜共訳、早川書房、ハヤカワ文庫FT） 2018